# 의문의 실종
《의문의 실종》(영어: Missing 영어: missing.으로 표현)은 1982년 개봉한 미국의 전기 스릴러 드라마 영화이다. 코스타가브라스가 연출하고, 시시 스페이섹, 잭 레먼, 멜러니 메이론, 존 셰이, 재니스 룰, 찰스 초피 등이 출연하였다. 미국 정부에서 지원한 1973년 칠레 쿠데타 당시 실종된 미국인 기자 찰스 호먼의 실화를 다루었다. 호먼이 사라진 뒤 호먼의 부친과 아내가 며칠간 그의 행방을 추적하는 내용으로 구성되어 있다.
1982년 2월 12일 극장 개봉하였으며, 평단으로부터 호평을 받았다. 제35회 칸 영화제에서 《욜》과 함께 황금종려상을 수상하였으며 레먼이 남우 주연상을 탔다. 제55회 아카데미상에서 작품상, 남우 주연상(레먼), 여우 주연상(스페이섹), 각색상 후보에 올라 각색상을 수상했다. 제작비는 950만 달러이며, 미국 내 흥행 수익은 1600만 달러이다. 아우구스토 피노체트의 독재 정권하 칠레에서는 상영이 금지되었는데, 영화에 피노체트나 칠레의 이름이 명시적으로 언급되는 일은 단 한 차례도 없다.

## 줄거리
이 영화는 실화라는 감독의 선언과 함께 영화가 시작된다. 주인공 에드 호먼(잭 레먼 분)의 아들 찰스 호먼(존 셰이 분)은 라틴아메리카의 모(某)국에 출장을 갔다가 소식이 두절된다. 처음에 에드는 아들과 며느리 베스 호먼(시시 스페이섹 분)의 좌익 정치 성향 때문에 탈이 났다며 며느리를 구박한다. 그러나 그는 아들의 실종에 미국이 깊게 연관되어 있으며, 아들은 미국 정부를 등에 업은 모국 군부의 학살을 목격해서 입막음을 위해 살해당했을 가능성이 높다는 사실을 알고 충격을 받는다.
미국 외교관은 그 태도는 정중하고 친절하지만 입만 열면 호먼 가족에게 거짓말을 한다. 한편 미군 주재관은 “불장난을 치면 데이는 법”이라면서 찰스에게 무슨 일이 벌어졌건 그것은 찰스 자기의 잘못이라고 떠든다. 에드는 찰스가 모국 군부에게 살해당했고 미국 정부가 그것을 승인했다는 증거를 입수하고, 소송장을 쓸 것이며 외교관은 악행의 대가로 감옥에 가게 될 것이라고 말한다.
영화는 에드 호먼은 미국으로 돌아간 뒤 7개월이 지나서야 아들의 시신을 인도받았기에 이미 다 부패한 시신을 부검할 수 없었고, 미국 정부를 상대로 한 소송도 기각되었다는 자막과 함께 끝난다. 또한 미국 국무부는 자신들이 쿠데타와 무관하다고 주장하고 있다고도 덧붙인다. 이것은 미 국무부의 21세기 현재까지 유지되는 입장이기도 하다.

## 출연진
- 시시 스페이섹 - 베스 호먼 역
- 잭 레먼 - 에드먼드 “에드” 호먼 역
- 멜러니 메이론 - 테리 사이먼 역
- 존 셰이 - 찰스 “찰리” 호먼 역
- 찰스 초피 - 레이 타워 대령 역
- 데이비드 클레넌 - 필 퍼트넘 영사 역
- 리처드 벤처 - 미국 대사 역
- 제리 하딘 - 숀 패트릭 대령 역
- 리처드 브래드퍼드 - 앤드루 배브콕 역
- 조 레갈부토 - 프랭크 터루지 역
- 키스 새러바이카 - 데이비드 홀러웨이 역
- 재니스 룰 - 케이트 뉴먼 역
- 핸스퍼드 로 - 상원 의원 역

## 소송
극장 개봉 1년 후인 1983년에 감독 코스타가브라스와 당시 유니버설 픽처스의 모(母)기업이었던 MCA가 전 칠레 주재 미국 대사 너새니얼 데이비스와 다른 두 인물로부터 명예 훼손 소송을 당하면서 영화의 홈 비디오 유통과 토머스 하우저의 원작 책 판매가 미국 시장에서 중단되었다. 하우저는 공소 시효가 지나 소송이 기각되었다. 데이비스 측이 소송에서 진 뒤 2006년 유니버설에서 영화를 재발매하였다.

## 우리말 녹음
MBC 성우진 (1992년 12월 26일)
- 유강진 - 에드 호먼 (잭 레먼)
- 윤소라 - 베스 호먼 (시시 스페이섹)
- 박기량 - 찰스 호먼 (존 셰이)

KBS 성우진 (2002년 11월 10일)
- 최흘 - 에드 호먼 (잭 레먼)
- 배정미 - 베스 호먼 (시시 스페이섹)
- 이완호 - 대사 (리처드 벤처)
- 이규화 - 찰스 호먼 (존 셰이)
- 유해무 - 타워 대령 (찰스 초피)
- 이선영 - 뉴먼 기자 (재니스 룰)
- 이재용 - 퍼트넘 (데이비드 클레넌)
- 이호인 - 패트릭 대령 (제리 하딘)
- 장승길 - 배브콕 (리처드 브래드퍼드)
- 이근욱 - 상원 의원 (핸스퍼드 로)
- 최문자 - 피아 (에드나 노초에체아)
- 차명화 - 테리 (멜러니 메이론)
- 이장원 - 실비오 (앨릭스 커마초)
- 정훈석 - 데이비드 (키스 새러바이카)

## 같이 보기
- 1973년 칠레 쿠데타
- 콘도르 작전